# CD Olimpia
Club Deportivo Olimpia  is een Hondurese voetbal- en honkbalclub uit de hoofdstad Tegucigalpa. Het voetbalteam speelt in de Liga Nacional de Honduras en heeft als thuisstadion het Estadio Tiburcio Carias Andino, dat 35.000 plaatsen telt. De club degradeerde nog nooit.

## Geschiedenis
Olimpia werd op 12 juni 1912 als een honkbalteam opgericht onder de naam Olimpia Nacional. Vanaf 1924 werd ook voetbal beoefend. Vier jaar later, in 1928, won de club het eerste nationale kampioenschap. In die periode ontstond er een rivaliteit tussen de Olimpia en Club Marathon uit San Pedro Sula. Deze rivaliteit bestaat nog steeds.
Olimpia is met 23 landstitels de meest succesvolle voetbalclub van Honduras. In 1972 en 1988 won de club de CONCACAF Champions Cup, de Amerikaanse equivalent van de UEFA Champions League. In 2000 kwalificeerde Olimpia zich als verliezend finalist van de CONCACAF Champions Cup samen met winnaar LA Galaxy voor het WK voor clubs 2001 in Spanje. Dit toernooi ging uiteindelijk door financiële en organisatorische problemen niet door.
Eind 2015 werd de club opgeschrikt door de moord op een van haar spelers. Onbekenden namen Arnold Peralta op 10 december 2015 onder vuur toen hij zijn auto wilde parkeren. Hij overleed ter plekke. Peralta was dat jaar teruggekeerd naar Honduras na een avontuur in Schotland en ging voor CD Olimpia spelen, dat de landstitel won. Peralta's dood leidde tot geschokte reacties in zijn vaderland. De Hondurese voetbalbond stond uitgebreid stil bij het verlies van zijn international. In een tweet van de voetbalbond was een foto van Peralta met de Hondurese vlag te zien en de tekst Que en paz descanse ('Rust in vrede').
CD Olimpia speelde tijdens de CONCACAF League 2021 tegen de Surinaamse club Inter Moengotapoe. Nadat Olimpia de wedstrijd met 6-0 won, deelde de 60-jarige clubeigenaar Ronnie Brunswijk - die zichzelf tevens een deel van de wedstrijd had opgesteld - de spelers van Olimpia biljetten van 100 Amerikaanse dollar uit; bij elkaar 3300 dollar. De disciplinaire commissie van de CONCACAF schorste Brunswijk vervolgens voor drie jaar en zette zowel Moengotapoe als Olimpia voor de rest van dat jaar uit de competitie.

## Erelijst
Nationaal
- Liga Nacional de Honduras

1967, 1968, 1970, 1972, 1978, 1983, 1985, 1987, 1988, 1990, 1993, 1996, 1997, 1999, Apertura 2001, Apertura 2002, Clausura 2004, Clausura 2005, Apertura 2005, Clausura 2006, Clausura 2008, Clausura 2009, Clausura 2010, Apertura 2012
- Copa Presidente

1995, 1998, 2015
- Supercopa de Honduras

1997
Internationaal
- CONCACAF Champions Cup

1972, 1988
- CONCACAF League

2017, 2022
- Copa Fraternidad Centroamericana / Copa Interclubes UNCAF

1980, 1981, 1999, 2000

## Bekende (oud-)spelers
- Cristiano
- Maynor Figueroa
- Julio César de León
- Wálter López
- Wilson Palacios
- David Suazo
- Noel Valladares